# Jean-Claude Passeron
Jean-Claude Passeron (Niça, 26 de novembre de 1930) és un sociòleg francès, pioner en els estudis de les ciències socials. Com a part d'un equip interdisciplinari mixt que incloïa sociòlegs, historiadors i antropòlegs, va dirigir la revista Enquêtes.

## Biografia
Jean-Claude Passeron va estudiar Filosofia i Sociologia a l'École Normale Supérieure. Durant la dècada del 1960, ell i Pierre Bourdieu van realitzar dos estudis de sociologia de l'educació. Amb Jean-Claude Chamboredon i Bourdieu, va publicar Le Métier de sociologue, obra de referència d'epistemologia de les ciències socials sobre la reproducció cultural.
Més endavant, va dirigir el departament de sociologia de la Universitat de Nantes. El 1968 va formar part del grup que va fundar el Centre Universitaire Expérimental de Vincennes, un projecte pedagògic d'avantguarda que avui és la Universitat París 8. Vincennes - Saint-Denis.
El 1991, va publicar Le Raisonnement sociologique, un llibre que va tenir una important influència en l'epistemologia de les ciències socials.